# Jack Owen
 (mars 2017).
Si vous disposez d'ouvrages ou d'articles de référence ou si vous connaissez des sites web de qualité traitant du thème abordé ici, merci de compléter l'article en donnant les références utiles à sa vérifiabilité et en les liant à la section « Notes et références ».
Jack Owen, né le 6 décembre 1967 à Akron dans l'État de New York, est un musicien de death metal américain. Il a été le guitariste solo et membre cofondateur de Cannibal Corpse, puis le guitariste de Deicide avant de rejoindre Six Feet Under en 2017.

## Biographie
A part le death metal, c'est un fan de blues et de country, du fait que son père, Glenn Owen, faisait des reprises de Hank Williams et d'autres artistes à la guitare sèche quand Jack était jeune.
Jack fonde le groupe Cannibal Corpse en 1988. Il le quitte en 2004 après 16 ans et neuf albums studio et rejoint Deicide. Il reste douze ans au sein de la formation puis la quitte elle aussi en 2016. En 2017, il rejoint le groupe Six Feet Under de son ex-acolyte de chez Cannibal Corpse, Chris Barnes, il  a aussi été guitariste pour le groupe Adrift et Attack. 